# Булгаков, Валерий Владимирович
Вале́рий Влади́мирович Булга́ков (бел. Валерый Уладзіміравіч Булгакаў; род. 1974, Минск) — белорусский филолог, журналист, главный редактор журнала ARCHE.

## Биография
Родился в 1974 году в Минске.
- Окончил отделение белорусской филологии БГУ (1995),
- аспирантуру при кафедре истории белорусской литературы БГУ (1998)[2],
- аспирантуру Института философии Национальной Академии наук Украины (2003).

Работал заместителем главного редактора журнала «Фрагменты», затем главный редактор журнала «Arche. Пачатак».
Специализируется в области исследований европейских национализмов, в том числе белорусского.
18 октября 2012 года был обвинён хозяйственным судом Гродненской области в незаконной предпринимательской деятельности. Валерию Булгакову угрожал тюремный срок. За незаконную предпринимательскую деятельность оштрафован на 500 тысяч рублей. Опасаясь уголовного преследования покинул Беларусь. Следствие по делу, по которому проходил Булгаков, касалось обвинения журнала «Arche» с «претензией на экстремизм».
26 марта 2013 года банковский счет журнала «Arche. Пачатак» разблокирован, уголовное дело по факту проверки редакции издания возбуждаться не будет. С пятой попытки журнал был перерегистрирован 22 мая 2013 года.

## Награды
- Премия им. Алеся Адамовича[бел.] (2012) — за книгу «Беларусь 1994—2004 гг.: развитие государства и преследование нации».
- Премия им. Е. Гедройца[6] — за научную, публицистическую и издательскую деятельность, посвященную истории Центральной и Восточной Европы, а также проблемам развития национальных сообществ после распада советской империи.